# Monoidalna kategorija
Strogo monoidalna kategorija (sinonimi: striktna/striktno monoidalna kategorija koriste strani izraz striktan za strog) je kategorija {\displaystyle C} opremljena monoidalnim množenjem (produktom), koje je po definiciji (bi)funktor  {\displaystyle \otimes :C\times C\to C} koji je asocijativan i za koji postoji jedinični objekt {\displaystyle 1}, tj. objekt {\displaystyle 1} u {\displaystyle C} koji je jedinica s obzirom na to množenje. Stroge monoidalne kategorije dakle promatramo kao trojku {\displaystyle (C,\otimes ,1)}. Kod strogo monoidalnih kategorija jedinica je jedinstveno određena monoidalnim produktom. Važan primjer stroge monoidalne kategorije je kategorija funktora {\displaystyle End(M)} iz kategorije {\displaystyle M} u samu sebe, kojoj su objekti takvi funktori, a morfizmi su prirodne transformacije, kompozicija funktora je vertikalna kompozicija, monoidalni umnožak je kompozicija funktora i horizontalna kompozicija prirodnih transformacija, a jedinični objekt je funktor identitete.
Većina primjera u matematici vodi, međutim, na monoidalne produkte koji nisu strogo asocijativni niti strogo unitalni, nego su asocijativni do na odabrani izomorfizam koji je u većini slučajeva koherentan u smislu objašnjenom niže. Koherentno monoidalna kategorija je kategorija opremljena bifunktorom {\displaystyle \otimes :C\times C\to C} i kojeg zovemo monoidalnim umnoškom i izborom objekta {\displaystyle 1} kojeg nazivamo jediničnim objektom monoidalne kategorije, i koji je opremljen strukturom monoidalne koherencije u smislu da je za svaka tri objekta {\displaystyle M,N,P} u {\displaystyle C} izabran izomorfizam koherencije asocijacije {\displaystyle a_{M,N,P}:(M\otimes N)\otimes P\cong M\otimes (N\otimes P)}, te je za svaki objekt {\displaystyle M} izabran izomorfizam koherencije lijeve jedinice {\displaystyle l_{M}:1\otimes M\to M} i izomorfizam koherencije desne jedinice {\displaystyle r_{M}:M\otimes 1\cong M} za koje za zahtijeva da zadovoljavaju komutativnost MacLaneovog pentagona asocijacije, što je uvjet da za svaka četiri objekta {\displaystyle M,N,P,R} vrijedi jednakost morfizama {\displaystyle a_{M,N,P\otimes R}\circ a_{M\otimes N,P,R}=(id_{M}\otimes a_{N,P,R})\circ a_{M,N\otimes P,R}\circ (a_{M,N,P}\otimes id_{R})} iz {\displaystyle ((M\otimes N)\otimes P)\otimes R} u {\displaystyle M\otimes (N\otimes (P\otimes R))} te se za svaka dva objekta {\displaystyle M,N} zahtijeva srednji zakon za jedinične koherencije, {\displaystyle r_{M}\otimes id_{N}=(id_{M}\otimes l_{N})\circ a_{M,1,N}}. Dakle, koherentno monoidalnu kategoriju, možemo gledati kao šestorku {\displaystyle (C,\otimes ,1,a,l,r)}. Koherentno monoidalne kategorije uveo je Saunders MacLane koji je dokazao i fundamentalni teorem o strukturi kompozicija koherentnih izomorfizama, naime svake dvije (višestruke) kompozicije osnovnih koherencija monoidalne kategorije s istom domenom i kodomenom su jednake. U praksi kad kažemo monoidalna kategorija, obično podrazumijevamo da se radi o koherentno monoidalnoj kategoriji.
Najjednostavnija klasa primjera monoidalnih kategorija su Kartezijeve monoidalne kategorije. Naime ako je {\displaystyle C} ma koja kategorija s (izabranim) inicijalnim objektom i takva da za svaka dva objekta postoji njihov kategorijski produkt, tada bilo koji izbor kategorijskog produkta za svaki par postaje monoidalni produkt na kanonski način.
Funktori koji do na koherentni izomorfizam šalju monoidalni produkt u monoidalni produkt zovu se jaki monoidalni funktori.

##### Djelovanja monoidalne kategorije na kategoriju
U svakoj monoidalnoj kategoriji možemo gledati pojam unutarnjeg monoida. Mala stroga monoidalna kategorija je unutarnji monoid u bikategoriji svih malih kategorija.
Neka je {\displaystyle {\tilde {C}}=(C,\otimes ,1,a,l,r)} koherentna monoidalna kategorija i {\displaystyle M} kategorija. Za (bi)funktor {\displaystyle C\times M\to M} kažemo da je djelovanje monoidalne kategorije {\displaystyle {\tilde {C}}} na kategoriju {\displaystyle M} ako, do na koherentni prirodni izomorfizam funktora, zadovoljava aksiom djelovanja i aksiom unitalnosti iz definicije djelovanja monoida na objekt. To je ekvivalentno zadavanju jakog monoidalnog funktora {\displaystyle {\tilde {C}}\to End(M)}. Te podatke nazivamo i aktegorijom ili modulom nad monoidalnom kategorijom {\displaystyle {\tilde {C}}}.
Svaka monoidalna kategorija djeluje nad samim sobom.

##### Obogaćene kategorije
Kategorija {\displaystyle {\tilde {D}}} obogaćena (nad) monoidalnom kategorijom {\displaystyle {\tilde {C}}} analogon je kategorije u kojoj umjesto skupa morfizma između svaka dva objekta u {\displaystyle ,d,e\in Ob(D)} zadajemo objekt {\displaystyle Mor(d,e)} (objekt morfizama) u {\displaystyle {\tilde {D}}}, a kompoziciju uvodimo kao morfizam {\displaystyle \circ :Mor(e,f)\otimes Mor(d,e)\to Mor(d,f)} u {\displaystyle C}, koji zadovoljava neke aksiome. Svaka obična kategorija se može promatrati kao kategorija obogaćena nad kategorijom skupova i preslikavanja skupova.